# Aha ha
Aha ha — вид австралійських ос, названий так жартома ентомологом Арнольдом Менке в 1977 році. Назва комахи часто зустрічається у списках чудернацьких наукових назв. Ця назва також використовувалася як номерний знак автомобіля Менке - "AHA HA".